# Herichthys tamasopoensis
Herichthys tamasopoensis es una especie de peces de la familia Cichlidae en el orden de los Perciformes.

## Morfología
Los machos pueden llegar alcanzar los 18 cm de longitud total.

## Hábitat
Vive en zonas de clima subtropical.

## Distribución geográfica
Se encuentran en América: río Tamasopo ( cuenca del río Pánuco, México ).